# Leptanilla escheri
Leptanilla escheri (лат.) — вид мелких муравьёв рода Leptanilla из подсемейства Leptanillinae (Formicidae). Южная Азия.

## Распространение
Встречается в Южной Азии: южная Индия.

## Описание
Мелкого размера муравьи желтовато-коричневого цвета и с 12-члениковыми усиками (длина тела около 2 мм), отличающиеся небольшим субпетиолярным выступом, на котором отсутствует ламелла (у близкого вида Leptanilla lamellata она развита). Рабочие особи слепые (сложных глаз нет). Жвалы с 3 зубцами. Тело покрыто редкими короткими волосками. Голова длиннее своей ширины, боковые края немного выпуклые. Длина головы (HL) 0,38—0,39 мм, ширина головы (HW) 0,27—0,28 мм. Усиковые валики и усиковая булава отсутствуют, место прикрепления антенн открытое и расположено около переднего края головы. Скапус усиков короткий (короче головы). Метанотальная бороздка отсутствует. Стебелёк между грудкой и брюшком состоит из двух узловидных члеников (петиоль и постпетиоль). Жало развито. Близок к виду Leptanilla lamellata, у которого развита субпетиолярная антеровентральная ламелла и есть впадина на затылочном крае головы. Вид был описан в 1948 году швейцарским мирмекологом Х. Куттером (Heinrich Kutter) под первоначальным названием Leptomesites escheri Kutter, 1948, в 1977 включён в род Leptanilla, а его валидный статус был подтверждён в ходе ревизии в 2016 году сингапурским мирмекологом Марком Вонгом (Mark K.L. Wong, National Parks Board, Сингапур) и гонконгским энтомологом Benoit Guénard (The University of Hong Kong, Гонконг, Китай).